# Karol Wodziński (zm. 1760)
Karol Wodziński herbu Jastrzębiec (zm. 22 kwietnia 1760 roku) – podstoli inowrocławski w latach 1736–1760, porucznik chorągwi husarskiej wojewody pomorskiego Pawła Michała Mostowskiego w 1760 roku.